# Maurice Ross
Maurice Alexander Ross (* 3. Februar 1981 in Dundee) ist ein schottischer Fußballspieler. Der bei den Glasgow Rangers ausgebildete Außenverteidiger war in England, Norwegen und China tätig, bevor er Trainer in Norwegen und auf den Färöern wurde.

## Sportlicher Werdegang
Ross begann seine fußballerische Laufbahn als „Trainee“ bei den Glasgow Rangers und kam am 27. Februar 2000 gegen seinen Heimatklub FC Dundee beim Stand von 6:1 zu seinem ersten Kurzeinsatz – die Partie endete mit einem 7:1-Auswärtserfolg. Er gewann mit der zweiten Mannschaft der „Gers“ ein Jahr später die „Reserveliga-Meisterschaft“ und etablierte sich in den folgenden beiden Spielzeiten unter Trainer Alex McLeish auch in der „ersten Elf“. Im Jahr 2003 unterzeichnete er einen neuen Vierjahresvertrag; zwei Jahre später wurde ihm jedoch die vorzeitige Freigabe für einen Transfer erteilt und ablösefrei wechselte er nach England zum Zweitligisten Sheffield Wednesday.
In Sheffield bestritt Ross aber auch nur zwei Pflichtspiele und bereits zwei Monate später lieh ihn sein neuer Klub an den Ligakonkurrenten Wolverhampton Wanderers aus. Im Januar 2006 nahmen ihn die „Wolves“ selbst unter Vertrag, wenngleich die Laufzeit nur auf das Ende der laufenden Saison 2005/06 datiert wurde. Nächste Station war in der Spielzeit 2006/07 der Drittligist FC Millwall, für den er in den ersten fünf Spielen in der Anfangsformation stand, nach schwachen Leistungen aber auf die Ersatzbank verbannt wurde. Stattdessen „strandete“ er im März 2007 beim norwegischen Erstligisten Viking Stavanger, der ihn zunächst auf Leihbasis beschäftigte und später mit einem neuen Dreijahresvertrag ausstattete. Diesen erfüllte Ross nicht ganz vollständig und half ab Februar 2009 beim türkischen Klub Kocaelispor aus. Dort verpasste er das Ziel des Klassenerhalts und verließ den Verein nach Abschluss der Saison wieder.
Im Oktober 2009 bat der nun vertragslose Ross beim schottischen FC Aberdeen darum, sich unter dem dortigen Trainer Mark McGhee fit zu halten. Dies mündete unmittelbar später in einen neuen Kontrakt, durch den sich Ross kurzfristig bis Januar 2010 an die „Dons“ band. Eine Vertragsverlängerung darüber hinaus lehnte Ross ab; es zog ihn stattdessen im Februar 2010 zum chinesischen Meister Beijing Guoan. Nach weiteren Stationen beim FC Livingston, FC Motherwell und FK Vidar beendete er seine Spielerkarriere.

### Schottische Nationalmannschaft
Während seiner erfolgreichen Zeit bei den Glasgow Rangers kam Ross zwischen 2002 und 2003 unter dem damaligen Trainer Berti Vogts zu dreizehn Länderspielen für die schottische Nationalmannschaft. Dabei debütierte er am 16. Mai 2002 gegen Südkorea (1:4) und war Teil der Mannschaft, der die anschließende Qualifikation zur Euro 2004 in Portugal verwehrt blieb. Sein letztes Länderspiel bestritt er am 19. November 2003 im Play-off gegen die Niederlande, das mit einer deutlichen 0:6-Niederlage endete.

## Trainerlaufbahn
Ross blieb zunächst in Norwegen und trainierte Sola FK, mit denen er zur Saison 2015 den Aufstieg in die dritte Liga realisierte. Danach wechselte er zum Drittligisten Egersunds IK. Zur Saison 2017 übernahm er die Trainerposition beim neu gegründeten färöischen Erstligisten TB/FC Suðuroy/Royn. In seiner ersten Saison belegte er den achten Platz. Zur Saison 2018 wechselte er zum färöischen Meister Víkingur Gøta Nach elf Spieltagen wurde Ross auf Platz fünf liegend entlassen und durch Sigfríður Clementsen abgelöst.